# 30.
◄ | 1. stoljeće pr. Kr. | 1. stoljeće | 2. stoljeće | ►
◄ | 0-ih | 10-ih | 20-ih | 30-ih | 40-ih | 50-ih | 60-ih | ►
◄◄ | ◄ | 27. | 28. | 29. | 30. | 31. | 32. | 33. | ► | ►►
Astronomija • Književnost • Kršćanstvo

## Događaji
- Prema nekim teorijama, razapet i uskrsnuo Isus Krist (prema drugima je to bilo 33.)
- Strabon smatra da je Zemlja toliko velika da na njoj vjerojatno postoje nepoznati kontinenti

## Rođenja
- 8. studenog: Nerva, rimski car († 98.)

## Smrti
- Isus 30. ili 33.

## Vanjske poveznice
|  | Zajednički poslužitelj ima još gradiva o temi 30. |